# Royaume-Uni au Concours Eurovision de la chanson 1992
Le Royaume-Uni était représenté au Concours Eurovision de la chanson 1992 par le chanteur Michael Ball avec la chanson "One Step Out of Time". Elle a été choisi dans le cadre du processus de sélection nationale dans l'émission A Song for Europe et s'est classé deuxième à l'Eurovision, recevant 139 points.

## Sélection
La BBC a maintenue l'utilisation du programme A Song for Europe pour sélectionner le représentant du Royaume-Uni. Pour 1992, le format multi-artistes utilisé depuis 1976 a été abandonné au profit d’un seul artiste exécutant plusieurs chansons. Michael Ball a été révélé par la BBC comme le participant britannique pour le concours Eurovision de la chanson 1992.

### A Song for Europe 1992
Deux chansons ont été présentées lors de chacune des quatre émissions Wogan sur BBC1 entre le 8 et le 30 mars 1992, Les chansons ont également été diffusées dans divers programmes sur BBC Radio 2.
Michael Ball, a interprété huit chansons lors de l'émission A Song for Europe du 3 avril 1992 au TVC3 Studio de la BBC à Londres, animée par Terry Wogan.
L'émission a été diffusée sur BBC1 et BBC Radio 2 avec les commentaires de Ken Bruce. Les performances ont été filmées plus tôt, le 2 avril 1992, et un vote télévisé public a sélectionné la chanson gagnante One Step Out of Time, qui a été révélée lors d'une émission distincte diffusée sur BBC1 et animée par Terry Wogan.
| Ordre | Chanson                                    | Auteur(s) compositeur(s)                | Télévote | Place |
| ----- | ------------------------------------------ | --------------------------------------- | -------- | ----- |
| 1     | "This Is the Moment I've Been Waiting For" | Paul Curtis                             | 73,084   | 5     |
| 2     | "Call On Me"                               | Ian Allen, Dave Keates                  | 48,419   | 7     |
| 3     | "As Dreams Go By"                          | Andy Hill, Peter Sinfield               | 94,844   | 2     |
| 4     | "Secret of Love"                           | Ian Allen, Dave Keates                  | 91,705   | 3     |
| 5     | "Every Day, Every Night"                   | Karen Boddington, Robin Smith           | 32,007   | 8     |
| 6     | "Who Needs to Know"                        | Ronnie Bond                             | 52,126   | 6     |
| 7     | "One Step Out of Time"                     | Paul Davies, Tony Ryan, Victor Stratton | 153,792  | 1     |
| 8     | "If You Need Another Love"                 | John Miles                              | 86,476   | 4     |

La chanson de Paul Curtis était un remplacement de dernière minute d'une chanson dont on ignore le nom qui avait été soit disqualifiée, soit retirée.
C'était la 22e et dernière chanson que Curtis à présenté pour la sélection nationale du Royaume-Uni, un record pour un auteur-compositeur. C'était la seule des huit chansons que Michael Ball n'avait pas enregistrée. Il a sorti les cinq autres chansons les mieux placées sur son premier album Michael Ball, qui a dominé le classement des albums britanniques en mai 1992. La chanson gagnante a été publiée par son label Polydor sur un single aux formats vinyle 7", cassette et CD, atteignant la 20e place dans le classement des singles britanniques. Les deux chansons restantes ont finalement été incluses sur divers albums de compilation.

## À l'Eurovision
Le concours de 1992 s'est déroulé au Malmömässan à Malmö en Suède, le 9 mai. Michael Ball interprète One Step Out of Time en 16e position, après l'Autriche et avant l'Irlande. Au terme du vote final, le Royaume-Uni termine 2e sur 23 pays avec 139 points.
Malgré sa deuxième place, il a reçu plus de 12 points que le vainqueur, l'Irlande.
Le jury britannique a attribué ses 12 points à l'Islande.

### Vote
| Score     | Pays                                         |
| --------- | -------------------------------------------- |
| 12 points | - Autriche - Belgique - Danemark - Allemagne |
| 10 points | - France - Turquie                           |
| 8 points  | - Italie - Suisse                            |
| 7 points  | - Irlande - Luxembourg - Pays-Bas            |
| 6 points  | - Chypre - Finlande - Malte                  |
| 5 points  | - Espagne - Suède                            |
| 4 points  | Islande                                      |
| 3 points  |                                              |
| 2 points  | Israël                                       |
| 1 point   |                                              |

| Score     | Pays      |
| --------- | --------- |
| 12 points | Islande   |
| 10 points | Autriche  |
| 8 points  | Irlande   |
| 7 points  | Israël    |
| 6 points  | Allemagne |
| 5 points  | Norvège   |
| 4 points  | Suisse    |
| 3 points  | Danemark  |
| 2 points  | Pays-Bas  |
| 1 point   | Espagne   |